# مرزيبورغ
مرزيبورغ (بالألمانية: Merseburg) هي بلدة ألمانية تقع على نهر زاله، وهي عاصمة قضاء زاله في ولاية ساكسونيا-أنهالت.
تبعد البلدة حوالي 14 كم جنوبي مدينة هاله على نهر زاله، ويوجد فيها أبرشية أسسها أدالبرت من ماغديبورغ Adalbert of Magdeburg، كما يوجد فيها جامعة تقنية Hochschule Merseburg.

## توأمة
لمرسيبورغ اتفاقيات توأمة مع كل من:
- شاتيون
- جنزانو دي روما
- بوتروب (1989 - )

## أعلام
- ستيفان بول
- إليزابيث شومان
- سفين ثييل
- مايك فرانز
- أوتو مولر
- يوهان فريدريك البرتي
- رودولف من راينفيلدن
- يوهان فاغنر
- كارل فون فريتش
- والتر باور

## اقرأ أيضاً
- زاله